# تپه گل خندان
تپه گل خندان در شهرستان درگز، روستای گل خندان واقع شده و این اثر در تاریخ ۱۹ مرداد ۱۳۸۴ با شمارهٔ ثبت ۱۲۸۷۹ به‌عنوان یکی از آثار ملی ایران به ثبت رسیده است.